# Apoštolský exarchát Itálie
Apoštolský exarchát Itálie (ukrajinsky Апостольський Екзархат в Італії) je apoštolský exarchát ukrajinské řeckokatolické církve, bezprostředně podřízený Svatému Stolci. Pod jeho jurisdikci spadají všichni věřící ukrajinské řeckokatolické církve v Itálii, kterých v roce 2020 bylo asi 70.000.

## Historie
Exarchát byl zřízen papežem Františkem dne 11. července 2019, kdy byl jmenován apoštolským administrátorem sede vacante kardinál Angelo De Donatis. Dne 24. října 2020 jmenoval tentýž papež prvního exarchu, jímž je Dionisij Ljachovič.

## Seznam biskupů
- Angelo De Donatis (2019-2020), apoštolský administrátor sede vacante
- Dionisij Ljachovič (od 2020)